# SMAPA
SMAPA (sigla de Servicio Municipal de Agua Potable y Alcantarillado) es el ente encargado de administrar los servicios de agua potable y alcantarillado en las comunas de Maipú, Cerrillos y parte de Estación Central y San Bernardo en la ciudad de Santiago de Chile. Es la única empresa sanitaria municipal del país y produce anualmente más de 75 000 000 de metros cúbicos de agua que abastecen a cerca de 670 000 habitantes.

## Historia
Maipú tenía un servicio de agua potable desde antes de 1920, pero el Ministerio del Interior, mediante el decreto núm. 392 del 12 de febrero de 1920, entregó la administración del servicio a la Empresa de Agua Potable de Santiago. En ese entonces, solo una parte de la población de Maipú era abastecida durante algunas horas al día.

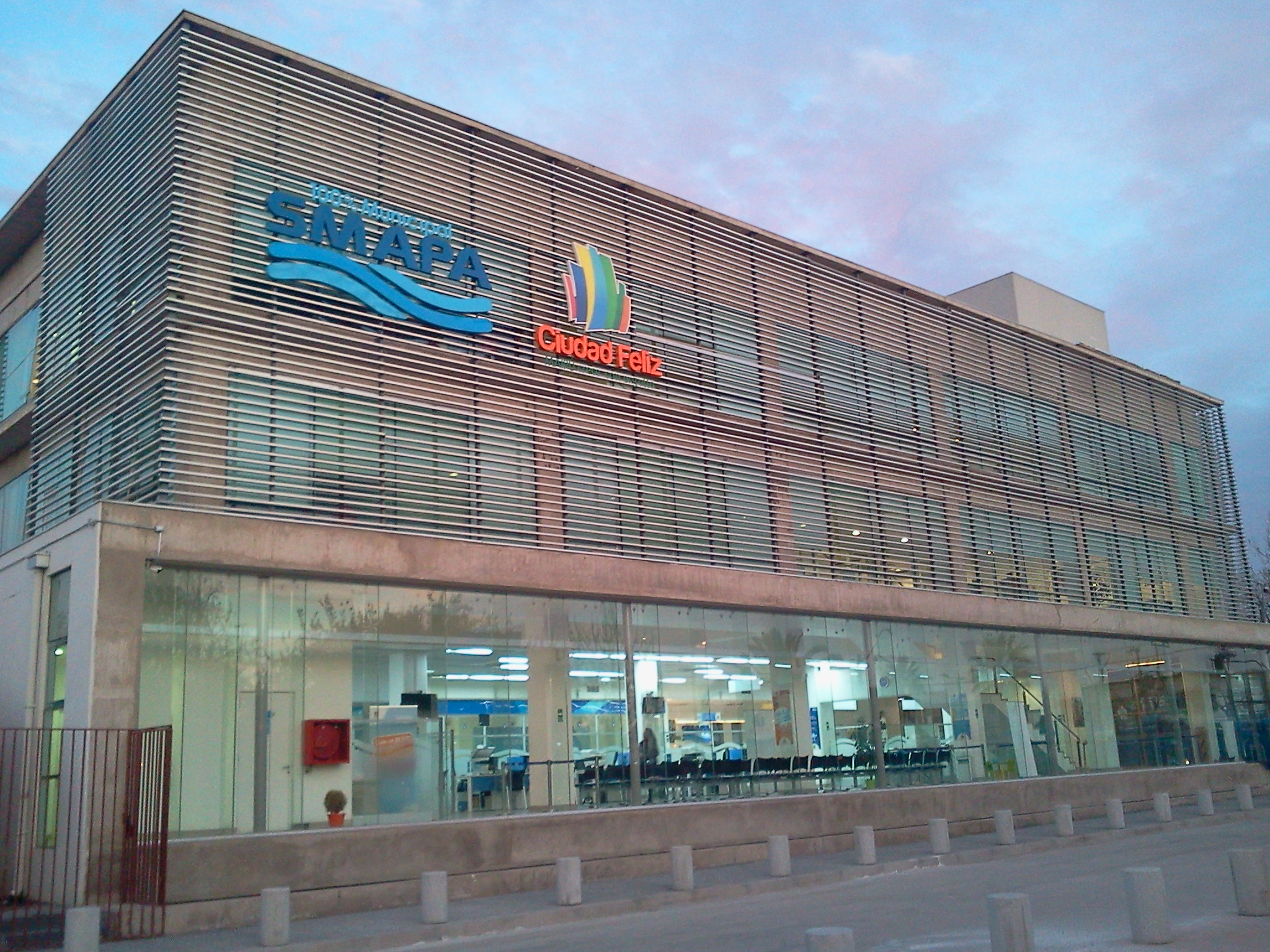
El edificio corporativo de SMAPA ubicado en Avenida 5 de Abril, a un costado de la Plaza de Armas de Maipú.

Cuando la población creció, el servicio se hizo insuficiente y la Municipalidad de Maipú comenzó a perforar varios pozos de agua subterránea para suplir la demanda. Debido a estas obras, el 15 de enero de 1950 el entonces presidente de Chile, Gabriel González Videla, firmó el decreto núm. 228 del Ministerio del Interior, el cual restituía a la Municipalidad de Maipú la administración del Servicio Municipal de Agua Potable y Alcantarillado, comenzando a funcionar como tal el 1 de febrero de 1950. A partir de 1954, SMAPA inició el desarrollo de los primeros proyectos de alcantarillado que se vieron favorecidos por la inversión municipal, principalmente en 1959.
Mediante el decreto núm. 1 del 2 de enero de 2003, el Ministerio de Obras Públicas (MOP) otorgó los servicios de producción y distribución de agua potable y de recolección y disposición de aguas servidas a la Concesión Las Lomas. Posteriormente, el 10 de septiembre de 2003, el MOP concesionó por el decreto núm. 974 los mismos servicios a la compañía Los Bosquinos. El 13 de noviembre de 2006, el MOP declaró formalizadas las concesiones de producción y distribución de agua potable y de recolección y disposición de aguas residuales para Maipú y parte de Cerrillos y Estación Central. En el año 2007, SMAPA se consolidó como empresa totalmente municipal.

## Denuncias contra la administración de SMAPA

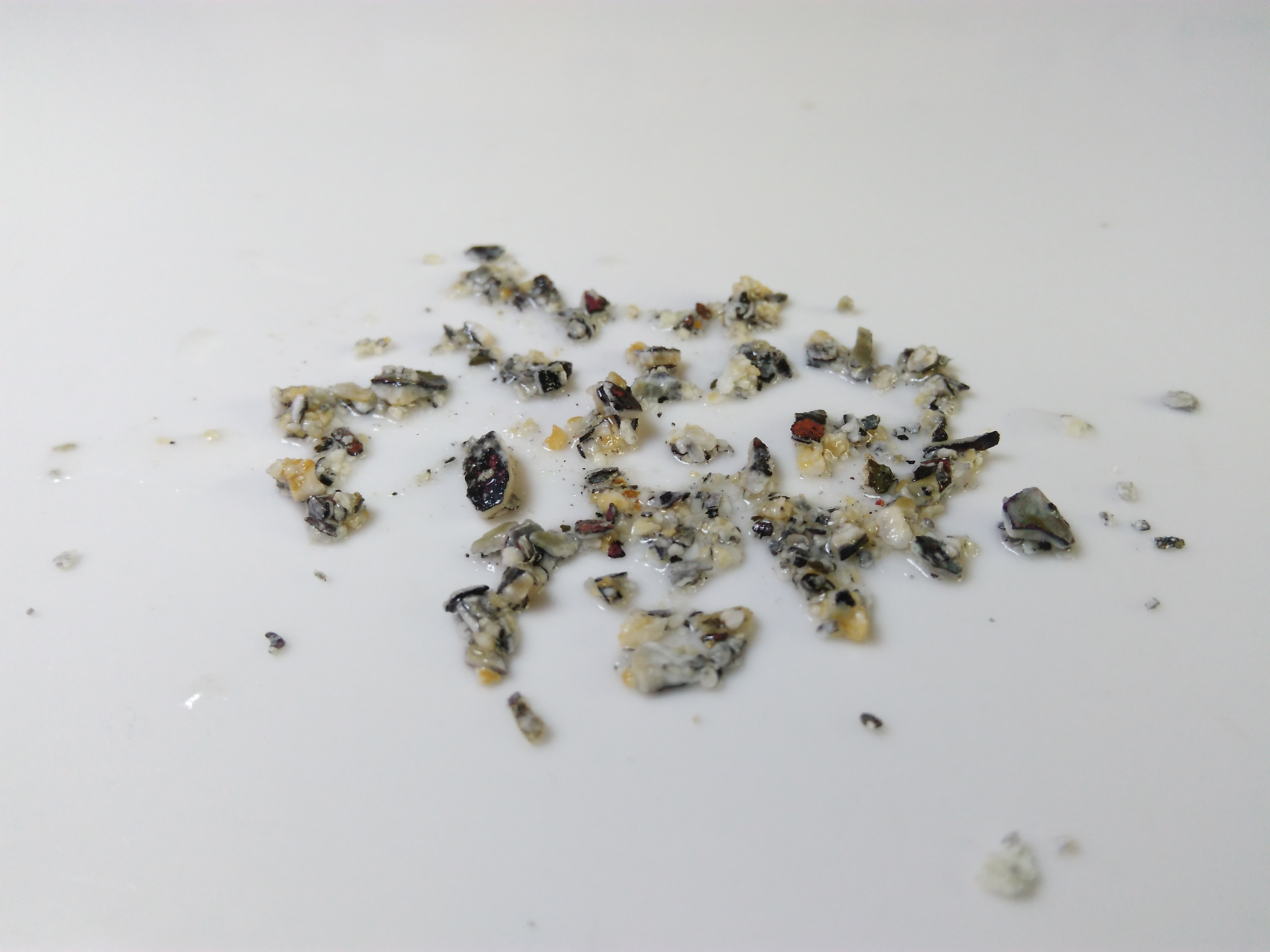
Contaminantes presentes en el agua potable de SMAPA.

En noviembre de 2011, el movimiento Ciudadanos en Acción Directa (CAD) denunció ante la Contraloría General de la República al entonces alcalde de Maipú, Alberto Undurraga, exigiéndole demostrar el destino dado a los Aportes Financieros Reembolsables que obtuvo SMAPA durante su gestión.
La calidad del agua entregada por SMAPA también estuvo en tela de juicio por los contaminantes presentes en ella. De hecho, en julio de 2011, la Superintendencia de Servicios Sanitarios (SISS) sancionó a SMAPA con 20 Unidades Tributarias Anuales porque su agua excedía los 50 mg de nitratos por litro que permite la norma. A fines de 2011, SMAPA ocupó el cuarto lugar de las empresas sanitarias más multadas en dinero por la SISS.